# Коэффициент Бухгольца
Коэффициент Бухгольца — показатель, помогающий определению мест в турнире в таких играх, как шахматы, шашки, сёги, го, рэндзю, новус и т. д. среди участников, набравших равное количество очков. В отличие от коэффициента Бергера, который применяется в круговых турнирах, коэффициент Бухгольца применяется в турнирах, проводимых по швейцарской системе.

## Определение и применение
В турнирах часто случается так, что два или несколько участников набирают одинаковое количество очков. В этих случаях применяют коэффициент Бухгольца. Участнику, имеющему больший коэффициент Бухгольца, присуждается более высокое итоговое место в турнире.
Коэффициент Бухгольца определённого участника складывается из суммы всех очков соперников, с которыми данный участник играл, независимо от результата встреч между ними. Идея заключается в том, что участнику, игравшему с более сильными соперниками (соперниками, набравшими в сумме больше очков), присуждается более высокое итоговое место.
Все несыгранные партии (+/-) условно считаются ничейными.
Если у двух или более участников оказываются равными и количество набранных очков, и коэффициенты Бухгольца, то из коэффициента Бухгольца каждого участника вычитают результат соперника с меньшим количеством очков. Если после такого вычитания коэффициенты Бухгольца (без результата соперника с меньшим количеством очков) остаются равными, то процедура повторяется: вычитается результат следующего слабейшего соперника, и т. д. Иногда такой коэффициент называют усечённым коэффициентом Бухгольца.
В круговых турнирах система распределения мест по коэффициентам Бухгольца неприменима, так как в них каждый играет с каждым, и поэтому участники, набравшие одинаковое количество очков, имеют также равные коэффициенты Бухгольца. В круговых турнирах применяют коэффициенты Бергера.
Также применяются:
- Усредненный Бухгольц-1 — это показатель Бухгольца, из которого вычитается самый высокий и самый низкий результаты соперников.
- Усредненный Бухгольц-2 — это показатель Бухгольца, из которого вычитаются два самых высоких и два самых низких результата соперников.
- Усеченный Бухгольц-1 — это показатель Бухгольца, из которого вычитается самый низкий результат соперников.
- Усеченный Бухгольц-2 — это показатель Бухгольца, из которого вычитаются два самых низких результата соперников.
- Суммарный Бухгольц — сумма показателей Бухгольца соперников.

## История
Способ определения мест в соревнованиях среди участников, набравших равное количество очков, по коэффициенту Бухгольца был предложен в 1932 году и был назван по имени его изобретателя — Бруно Бухгольца (Bruno Buchholz), шахматиста из Магдебурга.

## Где применяется
Коэффициент Бухгольца применяется в большинстве официальных соревнований по шахматам при жеребьевке по швейцарской системе, а также на сайтах и на официальной платформе ФИДЕ FIDE Online Arena в турнирах, проводимых по Швейцарской системе.